# Polycyrtus tigrinus
Polycyrtus tigrinus är en stekelart som beskrevs av Zuniga 2004. Polycyrtus tigrinus ingår i släktet Polycyrtus och familjen brokparasitsteklar. Inga underarter finns listade i Catalogue of Life.